# Qinglongtriton gangouensis
Qinglongtriton gangouensis (лат.) — вымерший вид земноводных из группы саламандр (Salamandroidea). Возраст ископаемых, найденных в китайской провинции Хэбэй, 163,5—157 млн лет (юрский период, (Tiaojishan Formation). Вид описан на основе 46 ископаемых образцов молодых и взрослых особей. Он демонстрирует несколько онтогенетически и таксономически значимых особенностей, в первую очередь наличие зубчатого неба, зубчатого венечного отростка и уникального рисунка гиобранхиума у взрослых особей. Сравнительное исследование новой саламандры с ранее известными ископаемыми и современными Salamandroidea даёт новую информацию о ранней эволюции Salamandroidea, самой разнообразной клады хвостатых земноводных. Кладистический анализ помещает Qinglongtriton gangouensis в качестве сестринского таксона по отношению к Beiyanerpeton, и эти два таксона вместе образуют самую базовую кладу внутри Salamandroidea. Подобно аксолотлям, они сохраняли многие личиночные признаки во взрослом возрасте. Например, у них были наружные жабры. Внешне походили на крупных современных саламандр. Длина самой крупной из найденных особей оценивается в 27 см.